# برگرفته از زندگی
برگرفته از زندگی (بنگالی: জীবন থেকে নেয়া، تلفظ: Jeebon Theke Neya) فیلمی ساخته شده در ۱۹۷۰ به زبان بنگالی و به کارگردانی ظاهر ریحان است. داستان فیلم دربارهٔ اتفاقات سیاسی پیرامون جنبش زبان بنگالی و دیکتاتوری نظامی ایوب‌خان می‌باشد. شوکت اکبر، انور حسین، خان عطاالرحمان و روزی صمد در آن ایفای نقش کرده‌اند.